# 2Pacalypse Now
A 2Pacalypse Now az amerikai rapper, Tupac Shakur debütáló stúdióalbuma, amely 1991. november 12-én jelent meg.
Bár 2Pac a későbbi lemezein sokkal többet foglalkozik a témával, mégis, a 2Pacalypse Now főleg a politikai töltet miatt lett ismert. Az amerikai társadalmat olyan jelenkori társadalmi problémákkal állítja szembe, mint a rasszizmus, a rendőri brutalitás, a szegénység és a tinédzserkori terhesség, néhány ezek közül lírai bepillantást enged egy fiatal fekete férfi világába, az Egyesült Államok városainak utcáin.

## Album információk
A 2Pacalypse Now-t elismerték a kritikusok és a rajongók is az underground érzete miatt, sok más előadó, olyanok mint Nas, Eminem, Game és Talib Kweli bevallották, hogy a lemez hatalmas inspirációt jelentett számukra.
Bár az album az Interscope Records kiadásában jelent meg, a jogokat jelenleg az Amaru Entertainment birtokolja. A lemez címe utalás az Apokalipszis most című, 1979-es filmre.
Az album jelentős vitát generált a társadalomban, főleg Dan Quayle nyilvános kritizálása miatt, miután egy Texas-i fiatal lelőtt egy motoros rendőrt, majd a védőügyvédjének azt állította, a 2Pacalypse Now és annak erős rendőri brutalitással kapcsolatos témája inspirálta a bűntett elkövetésére. Quayle azt nyilatkozta, "Semmi okunk arra hogy egy ilyen felvételt kiadjunk. Nincs helye a társadalmunkban."
| Kritikák      | Kritikák  |
| Forrás        | Értékelés |
| ------------- | --------- |
| AllMusic      | [ 2 ]     |
| RapReviews    | [ 3 ]     |
| Rolling Stone | [ 4 ]     |

A felvétel nem ért el olyan sikereket, mint későbbi albumai, részben durva szerkezete és repetitív ütemei miatt, de 2Pac politikai meggyőződésnek és lírai összpontosításainak szempontjából igen fontos volt. Az MTV Minden idők legnagyszerűbb rapperei listáján a 2Pacalypse Now-t 2Pac "bizonyított klasszikusaként" tartja számon, olyan albumai mellett mint a Me Against the World, All Eyez on Me és a The Don Killuminati: The 7 Day Theory.
A 2Pacalypse Now végül aranylemez lett, és három kislemezt adtak ki róla, a "Brenda's Got a Baby", a "Trapped", és az "If My Homie Calls" cím dalokból.
Az "I Don't Give a Fuck" dal szerepel a Grand Theft Auto: San Andreas című videójáték Radio Los Santos nevű rádióállomásán.

## A dalok listája
Az összes dalszöveget 2Pac írta, a zenei kompozíciók alább vannak felsorolva.
|     | Cím                                                    | Producer(ek)                     | Hossz |
| --- | ------------------------------------------------------ | -------------------------------- | ----- |
| 1.  | Young Black Male                                       | Big D The Impossible (D Evans)   | 2:35  |
| 2.  | Trapped (featuring Shock G)                            | The Underground Railroad         | 4:44  |
| 3.  | Soulja's Story                                         | Big D The Impossible             | 5:05  |
| 4.  | I Don't Give a Fuck (featuring Pogo)                   | Pee-Wee (R Gooden)               | 4:20  |
| 5.  | Violent                                                | Raw Fusion (R Brooks & D Elliot) | 6:25  |
| 6.  | Words of Wisdom                                        | Shock G (G Jacobs)               | 4:54  |
| 7.  | Something Wicked (featuring Pee-Wee)                   | Jeremy                           | 2:28  |
| 8.  | Crooked Ass Nigga (featuring Stretch)                  | Stretch (R Walker)               | 4:17  |
| 9.  | If My Homie Calls                                      | Big D The Impossible             | 4:18  |
| 10. | Brenda's Got a Baby (featuring Dave Hollister)         | The Underground Railroad         | 3:55  |
| 11. | Tha' Lunatic (featuring Stretch)                       | Shock G                          | 3:29  |
| 12. | Rebel of the Underground (featuring Ray Luv & Shock G) | Shock G                          | 3:17  |
| 13. | Part Time Mutha (featuring Angelique & Poppi)          | Big D The Impossible             | 5:13  |

## Fel nem használt dalok
- "Crooked Nigga Too" (Original featuring Stretch) (Loyal to the Game albumon remixelve)
- "Tears Of A Clown" (Kiadatlan)
- "Scared Straight '91" (Original featuring Ray Luv) (Pac's Life albumon remixelve)
- "Resist The Temptation" (Best of 2Pac albumon remixelve)
- "Dopefiend's Diner" (Best of 2Pac albumon remixelve)
- "Crooked Cop Killer" (Produced By Stretch) (Kiadatlan)
- "Fever In The Funkhouse" (Kiadatlan)
- "Revenge Of Tha' Lunatic" (Kiadatlan) (Original Version & Remix)
- "Funky Freestyles" (Kiadatlan)
- "Hymn of The 90's N.I.G.G.A." (Original featuring Mouse Man & The Wycked) (Loyal to the Game albumon remixelve) (Részben)
- "Backstabbaz" (Kiadatlan)
- "What U Won't Do 4 Love" (featuring Schoovy Schmoov) (A "Do For Love" 1991-es, korai verziója)
- "Use Me" (Kiadatlan)
- "This Is The Brain On a 40 Ounce" (featuring Treach) (Kiadatlan)
- "2FLY4ME" (Kiadatlan)
- "Trapped" (Remix) (Kiadatlan)
- "You Don't Wanna Battle" (featuring Ryan G.) (Kiadatlan)

## Kislemezek
| Kislemez információk                                                                                        |
| --- |
| "Brenda's Got a Baby" (feat. Dave Hollister) - Megjelent: 1991. október 9. - B-oldal: "If My Homie Calls"   |
| "Trapped" (feat. Shock G) - Megjelent: 1992. szeptember 25. - B-oldal: Tha' Lunatic (feat. Stretch)         |
| "If My Homie Calls" - Megjelent: 1991. december 20. - B-oldal: "Brenda's Got a Baby" (feat. Dave Hollister) |

## Lista helyezések

### Album
| Év   | Album          | Helyezés      | Helyezés               |
| Év   | Album          | Billboard 200 | Top R&B/Hip Hop Albums |
| ---- | -------------- | ------------- | ---------------------- |
| 1992 | 2Pacalypse Now | 64            | 13                     |

### Kislemezek
| Év   | Dal                                     | Helyezés                         | Helyezés        |
| Év   | Dal                                     | Hot R&B/Hip-Hop Singles & Tracks | Hot Rap Singles |
| ---- | --------------------------------------- | -------------------------------- | --------------- |
| 1992 | "Brenda's Got a Baby/If My Homie Calls" | 23                               | 3               |